# Didier Gadou
Didier Gadou (Dax, 28 de septiembre de 1965) es un exjugador y entrenador profesional de baloncesto francés. Es el hermano mayor de Thierry Gadou.

## Trayectoria Profesional
- 1982-2002 Pau Orthez (LNB)

## Palmarés
- 7 x Liga de Francia (1986, 1987, 1992, 1996, 1998, 1999, 2001).
- Copa Korac (1984)
- Copa de Francia (2002)